# Limnophila (Limnophila) flavissima
Limnophila (Limnophila) flavissima is een tweevleugelige uit de familie steltmuggen (Limoniidae). De soort komt voor in het Afrotropisch gebied.